# 小行星5639
小行星5639（英語：5639）是一颗围绕太阳公转的小行星。1989年8月9日，杰夫·T·阿鲁、埃莉諾·赫琳在帕洛马山发现了此天体。
这颗小行星的绝对星等为88.10430等。